# Jewels II
Jewels II es un álbum compilatorio de la banda británica Queen, publicado el 26 de enero de 2005. El álbum fue lanzado sólo en Japón en CD.

## Lista de canciones
| N.º | Título                                                       | Escritor(es)    | Duración |  |
| 1.  | «Tie Your Mother Down» (de A Day at the Races, 1976)         | Brian May       | 4:01     |  |
| 2.  | «Hammer to Fall» (de The Works, 1984)                        | May             | 3:39     |  |
| 3.  | «Bicycle Race» (de Jazz, 1978)                               | Freddie Mercury | 3:02     |  |
| 4.  | «I Want to Break Free» (de The Works)                        | John Deacon     | 3:19     |  |
| 5.  | «Good Old-Fashioned Lover Boy» (de A Day at the Races)       | Mercury         | 2:58     |  |
| 6.  | «Save Me» (de The Game, 1980)                                | May             | 3:49     |  |
| 7.  | «One Vision» (de A Kind of Magic, 1986)                      | Queen           | 4:03     |  |
| 8.  | «I Want It All» (de The Miracle, 1989)                       | May             | 4:01     |  |
| 9.  | «Love of My Life» (de A Night at the Opera, 1975)            | Mercury         | 3:36     |  |
| 10. | «'39» (de A Night at the Opera)                              | May             | 3:39     |  |
| 11. | «Made in Heaven» (de Made in Heaven, 1995)                   | Mercury         | 5:27     |  |
| 12. | «Seven Seas of Rhye» (de Queen II, 1974)                     | Mercury         | 2:50     |  |
| 13. | «Now I'm Here» (de Sheer Heart Attack, 1974)                 | May             | 4:14     |  |
| 14. | «Keep Yourself Alive» (de Queen, 1973)                       | May             | 3:48     |  |
| 15. | «These Are the Days of Our Lives» (de Innuendo, 1991)        | Roger Taylor    | 4:16     |  |
| 16. | «Teo Torriatte (Let us Cling Together)» (A Day at the Races) | May             | 5:53     |  |

| CD extra: Live at Milton Keynes Bowl, 1982 |                                   |              |          |  |
| N.º                                        | Título                            | Escritor(es) | Duración |  |
| 1.                                         | «We Will Rock You» (Fast version) | May          |          |  |
| 2.                                         | «Sheer Heart Attack»              | Taylor       |          |  |

## Posicionamiento
| Gráficas (2005) | Pico de posición |
| --------------- | ---------------- |
| Japón (Oricon)  | 9                |